# Quỳnh Diễn
Quỳnh Diễn là một xã thuộc huyện Quỳnh Lưu, tỉnh Nghệ An, Việt Nam.

## Địa lý
Xã Quỳnh Diễn nằm ở phía nam huyện Quỳnh Lưu, có vị trí địa lý:
- Phía đông giáp xã Quỳnh Thọ
- Phía đông bắc giáp xã Quỳnh Hưng
- Phía tây và tây bắc giáp xã Quỳnh Giang
- Phía đông nam giáp huyện Diễn Châu.

## Hành chính
Xã Quỳnh Diễn được chia thành 6 xóm: Đồng Văn, Thuận Hóa, Minh Thắng, Vĩnh Lộc, Tam Khôi, Nhân Huống.